# Чаусовська волость
Чаусовська волость — історична адміністративно-територіальна одиниця Стародубського повіту Чернігівської губернії з центром у селі Чауси.
Утворена під час адміністративної реформи 1861 року.
Станом на 1885 рік складалася з 10 поселень, 38 сільських громад. Населення — 6065 осіб (3150 чоловічої статі та 2915 — жіночої), 944 дворових господарств.
|                     | Площа, десятин | У тому числі орної, дес. |
| ------------------- | -------------- | ------------------------ |
| Сільських громад    | 7366           | 5071                     |
| Приватної власності | 6335           | 3093                     |
| Іншої власності     | 166            | 119                      |
| Загалом             | 13867          | 8283                     |

Основні поселення волості:
- Чауси — колишнє державне й власницьке село при річці Судость за 45 верст від повітового міста, 920 осіб, 165 дворів, православна церква, школа.
- Вітемля — колишнє державне й власницьке село при річці Десна, 596 осіб, 101 двір, православна церква, крупорушка.
- Дарьєвськ — колишнє державне й власницьке село при річці Ложица, 625 осіб, 98 дворів, православна церква, водяний млин, маслобійний завод.
- Євдокольє — колишнє державне й власницьке село при річці Рогованець, 774 особи, 144 двори, православна церква, вітряний млин, крупорушка.
- Сопичі — колишнє державне й власницьке село при річці Судость, 759 осіб, 107 дворів, православна церква.
- Случевськ — колишнє державне й власницьке село при річці Судость, 750 осіб, 117 дворів, православна церква.

1899 року у волості налічувалось 14 сільських громад, населення зменшилось до 7247 осіб (3700 чоловічої статі та 3547 — жіночої).